# Antanavičius
Antanavičius ist ein litauischer männlicher Familienname.

## Herkunft
Der Familienname ist abgeleitet vom litauischen männlichen Vornamen Antanas.

## Weibliche Formen
- Antanavičiutė (ledig)
- Antanavičienė (verheiratet)

## Personen
- Juozas Antanavičius (* 1940), Musikwissenschaftler, Professor, Rektor
- Kazimieras Antanavičius (1937–1998),  Ökonom und Politiker, Seimas-Mitglied